# 蔡曉芳
蔡曉芳（英文： Tsai, Hsiao-Fang）（1938年8月30日—2024年4月7日）台灣陶藝家，出生於台中縣清水，青少年時期所學為電機科，家中兄長有與藝術相關，1962年參與中國生產力中心與貿易中心所舉辦的第一屆窯業工程人員訓練班，之後從事陶藝行業，擅長研發仿古釉色、仿古造型，1976年起與國立故宮博物院開始合作，研究歷代古董瓷器的形制與釉色。

## 學歷與陶藝之路
受教於清水國小、彰化中學、台北工專電機科。1962年進入中國生產力中心與貿易中心所舉辦的第一屆窯業工程人員訓練班，成為台灣陶瓷產業第一批專業人員。1963年進入北投王冠窯業瓷磚窯業工廠擔任技術課長。1964年赴日本國立通產省名古屋工業技術試驗所陶瓷部深造，師事加藤悅三（kato）、金岡繁人（Kaneoka）等人。1975年於北投開始成立曉芳窯。

## 故宮合作仿古瓷器
1976時期，與國立故宮博物院當時瓷器組組長董依華相識，成為破例可近距離賞析故宮古董珍品瓷器的陶藝家。1983年起，應故宮博物院前院長蔣復璁先生之請，仿製五代、宋元明清之文物。十餘年來作為故宮陳設展覽之用，另多次隨故宮海外展覽展出。1984年，接受故宮委託為其製作三希堂復古茶具，之後再應故宮之請承制乾隆書房內大部分之陶瓷陳設。2000年，接受故宮之委託製作千禧年紀念龍鳳千禧盤，以為其贈禮之用。2004至2006年間，應故宮博物院之邀，為北宋汝窯大展接受專訪及製作紀念瓷片。